# Pangu, Fujian
Pangu (kinesiska: 盘谷) är en socken i sydöstra Kina. Den ligger i Yongtai härad i provinshuvudstaden Fuzhou i provinsen Fujian, omkring 52 kilometer väster om centrala Fuzhou. Antalet invånare är 6 235. Befolkningen består av 3 041 kvinnor och 3 194 män. Barn under 15 år utgör 21,0 %, vuxna 15-64 år 67 %, och äldre över 65 år 11,0 %.